# Johan Snep
Johan Snep, également connu sous le nom de Jean Sneppe, né en 1656 à Utrecht et décédé en 1719 à Zierikzee en Zélande (République des Sept Pays-Bas-Unis), est un compositeur baroque, un gambiste, un organiste, un poète et exploitant d'un café.

## Biographie
Baptisé le 17 avril 1659 dans l'église réformée néerlandaise de la Catharijnesteeg à Utrecht, il était le fils de Johannes Janszoon Snep qui s'était marié avec Catharina van Schilperoort dans l'église de Buur à Utrecht le 18 janvier 1646.  La famille vivait au Neude.
En 1684, Snep était membre du Collegium Musicum d'Arnhem.  Le 1er octobre 1685, il fut inscrit comme étudiant à la Faculté de philosophie de l'université de Leyde.  Le 10 août 1687, il se maria à Arnhem avec Petronella de Bleeck (baptisée le 5 décembre 1658).  Le 27 juin 1688, son fils Jean fut baptisé dans l'église de Mare à Leyde.  Sa fille Agnita Wilhelmina fut sans doute née en 1690, alors que leur fille Johanna Catharina naquit le 17 février 1692.
En 1693, Snep fut nommé organiste de l'église Saint-Liévin Monstre de Zierikzee, où il joua sur l'orgue du facteur Hendrik Niehoff.  En 1695, Snep ouvrit un café à Zierikzee.
En 1700, à Amsterdam, l'éditeur et réfugié politique huguenot, d'origine française, Estienne Roger, publia dix sonates pour viole de gambe et basse continue.  Le 22 mai 1710, l’Amsterdamsche Courant publia l'annonce de Roger d'une édition de chansons néerlandaises à une et deux voix avec basse continue.
Une description, datant de 1718, des fonctions de Snep en tant qu'organiste nous est parvenue : il doit accompagner le chant des psaumes pendant les services et, de plus, il doit jouer après le service.  En outre, on exige de lui qu'il donne des concerts les mardis et les jeudis de l'hiver de 17 heures 30 à 19 heures.  La description indique aussi quelles étaient ses activités pour le Collegium Musicum.  On est renseigné sur sa requête de se faire remplacer par ses filles pour cause de maladie.  Après son décès en 1719, il eut pour successeur sa fille Wilhelmina Agnita jusqu'à sa mort en 1726, puis Johanna Catharina jusqu'en 1750.  Au XVIIIe siècle, les filles de Snep furent d'ailleurs les premières organistes, de sexe féminin, au-dessus des grands fleuves de la République des Sept Pays-Bas.

## Œuvres

### Œuvres musicales

#### Éditions originales
- Opus 1, édité par Estienne Roger, Amsterdam, 1700, Sonates, Allemandes, Courantes, Chaconnes, Rondeaux, Gavottes, Sarabandes et Gigues à 1 Viole de Gambe et 1 Basse Continue ; copie conservée dans les collections de la bibliothèque de la cathédrale de Durham et de la bibliothèque Bodléienne à Oxford.

L'opus est dédié, en néerlandais, à l'ancien bourgmestre, conseiller et pensionnaire de Zierikzee Nicolaes Cau (1630-1711), à qui Snep apprit à jouer de la viole de gambe.  La virtuosité requise par le prélude de la première sonate rend peu probable qu'un Cau septuagénaire ait pu apaiser son esprit inquiet en le jouant comme suggéré dans la préface à l'édition de l'ouvrage.  Dans cette préface, Snep fait également l'éloge du compositeur Johannes Schenck, dont le jeu enchanteur l'aurait conduit à étudier à son tour la viole de gambe.
Si la partie de soliste de l'opus est admirable, la ligne de basse, par contre, trahit la main d'un dilettante peu doué : à de nombreux endroits, la ligne de basse comporte d'évidents défauts.  Soit Snep était incapable de saisir les structures harmoniques, soit la basse a été ajoutée par une autre main.  L'édition moderne donne d'ailleurs une version modifiée de la basse continue.
Les sonates comprennent un choix plus large de mouvements de danse (tels que le baletto, la gavotte, le rondeau et la chaconne) que celui des sonates de Jacob Riehman ou Carel Hacquart.  En général, les danses de Snep sont sans détours et mélodieuses, la gavotte représentant de la façon la plus frappante le jeu de mélodie français.  Le nombre de mouvements varie de deux à six. Quatre seulement correspondent à l'ordre habituel des suites de cette époque : allemande, courante, sarabande et gigue.  Le premier mouvement, une sorte de prélude, est, dans la plupart des cas, divisé en plusieurs sections dont les indications de tempo sont différentes.
- Opus 2, contenu inconnu, les traces de l'opus 3 confirment qu'un opus 2 a existé

- Opus 3, Nederduytsche Liederen met Een en Twee Stemmen en Basso Continuo (Chansons néerlandaises à une et deux voix et basse continue), Estienne Roger, Amsterdam (connu par une annonce dans l’Amsterdamsche Courant du 22 mai 1710).

#### Éditions modernes
Jusqu'à une époque récente, quasiment rien n’était connu au sujet de ce compositeur. En 1998, l'archiviste de Zierikzee, Sander den Haan, et le musicologue utrechtois Rudolf Rasch publièrent les résultats de leurs recherches communes dans le périodique Zeeland.
Depuis, quelques sonates pour viole de gambe ont été publiées dans une nouvelle édition de la série Exempla Musica Zelandica avec la biographie plus étendue de Rudolf Rasch. En plus, l'ensemble des dix sonates pour viole de gambe conservées de l’Opus 1 a été publié par l’édition baroque en 2008.

### Œuvre littéraire
- (nl) Vreugde-galmen, ter Gedagtenis van de Algemeyne Vrede der Christenheyd, Geslooten op het Kasteel tot Rijswijk, Den 20 September 1697, Uyt-gesprooken in de St. Lievens Monster Kerke, op den 6 November 1697

(Sons de joie, en commémoration de la paix générale de la chrétienté, conclue au château de Ryswick, le 20 septembre 1697, prononcés dans l'église Saint-Liévin Monstre, le 6 novembre 1697) ;
Middelbourg, Aäron van Poulle.
- (nl) Op het Droevig, Ontijdig en Jammerlijk Verdrinken van den Doorlugtigen en Hoog Geboren Vorst en Heer Jan Willem Friso, Prince van Orange en Nassauw etc. etc. etc., Erf-stadhouder van Friesland, Stadhouder van Groeningen en Ommelanden etc. etc. etc., op den 14. July 1711

(De la noyade déplorable, prématurée et pénible de l'illustre prince et seigneur de haute naissance, Jean Guillaume Friso d'Orange et de Nassau etc. etc. etc., Stathouder héréditaire de Frise, Stathouder de Groningue et alentours, etc. etc. etc., le 14 juillet 1711).
- (nl) Het Verbond der Genade, of De Beloofde Messias in het Paradijs, in Nederdeuytsche Vaarzen Gebracht en Opgedragen aan Georgius van Borrendamme, Gezegend Instrument tot Uitbreiding van Christi Koningrijk

(L'Alliance de la grâce ou le Messie promis au paradis, mis en vers néerlandais et dédié à Georgius van Borrendamme, instrument béni de l'extension du royaume de Christ).
- (nl) Ter echt-vergadering van ... Johan Antoni Cau, schepen der stad Zierikzee &c. met jonkvrouwe Jacoba Ockerssen, op den XXI mey MDCCXV

(poème de circonstance À l'occasion du mariage de Johan Antoni Cau, échevin de la Ville de Zierikzee, et Jacoba Ockerssen, le 21 mai 1715) ;
Zierikzee, Nicolaas Lonis le Jeune, 1715.
- (nl) De Verstoorde Cupido vertoond in een vers

(Cupidon perturbé, mis en vers) ;
Zierikzee, Nicolaas Lonis, s.d. [vers 1715 ].
- (nl) Gedicht op het huwelijk van Johan Cau van Domburg en Susanna Maria Loncque

(Poème [de circonstance] à l'occasion du mariage de Johan Cau de Dombourg avec Susanna Maria Loncque) ;
manuscrit dans les archives d'Utrecht, Archives de la famille des Tombe, no  d'inv. 1227), 1718.

### Sources
- (en) BARTELSMAN, Norbert (éd.).  Exempla Musica Zelandica VI, Johan Snep, Three Sonatas for Viola da Gamba and Basso Continuo, with an Introduction by Rudolf Rasch [Trois sonates pour viole de gambe et basse continue, avec une introduction de Rudolf Rasch], Middelbourg, Koninklijk Zeeuws Genootschap der Wetenschappen [Société royale zélandaise des sciences], 2002.
- (nl) Johan Snep (1656 - 1719), [En ligne], réf. du 13 août 2013, [utopia.knoware.nl].
- (nl) DEN HAAN, Sander, et Rudolf RASCH.  « ”Geoefend op Orgel en Lier”: Johan Snep, een Zierikzeese Organist rond 1700 » [“Habile sur l'orgue et à la lyre” : Johan Snep, un organiste à Zierikzee vers 1700], Zeeland 7, 1998, p. 152-153.
- (en) The New Grove Dictionary of Music and Musicians, Londres, 2001.